# Дал
Дал (фр. Dasle) насеље је и општина у источној Француској у региону Франш-Конте, у департману Ду која припада префектури Монбелијар.
По подацима из 2011. године у општини је живело 1420 становника, а густина насељености је износила 250,44 становника/km². Општина се простире на површини од 5,67 km². Налази се на средњој надморској висини од 384 метара (максималној 461 m, а минималној 360 m).

## Демографија
| 1962. | 1968. | 1975. | 1982. | 1990. | 1999. | 2011. |
| ----- | ----- | ----- | ----- | ----- | ----- | ----- |
| 1.316 | 1.357 | 1.345 | 1.439 | 1.418 | 1.343 | 1.420 |

График промене броја становника у току последњих година